# Liste der Naturdenkmale in Aarbergen
Die Liste der Naturdenkmale in Aarbergen nennt die auf dem Gebiet der Gemeinde Aarbergen im Rheingau-Taunus-Kreis gelegenen Naturdenkmale.

## Naturdenkmale
| Bild                          | Bezeichnung       | Ortsteil, Lage                               | Beschreibung | Art   | Nr. |
| ----------------------------- | ----------------- | -------------------------------------------- | ------------ | ----- | --- |
| mehr Fotos \| Fotos hochladen | Friedhofslinde    | Michelbach 50° 13′ 50,7″ N, 8° 3′ 24,6″ O    |              | Linde | 1/1 |
| Fotos hochladen               | 3 Friedhofslinden | Panrod 50° 15′ 24,8″ N, 8° 7′ 59,9″ O        |              | Linde | 1/2 |
| Fotos hochladen               | Lindenallee       | Rückershausen 50° 15′ 56,5″ N, 8° 3′ 17,1″ O |              | Linde | 1/3 |
| Fotos hochladen               | Bergahorn         | Daisbach 50° 14′ 54,6″ N, 8° 6′ 21,5″ O      |              | Ahorn | 1/1 |